# Грудцинский сельсовет
Грудци́нский сельсове́т — сельское поселение в составе Павловского района Нижегородской области России. Административный центр — село Грудцино.

## История
Статус и границы сельского поселения установлены Законом Нижегородской области от 15 июня 2004 года № 60-З «О наделении муниципальных образований - городов, рабочих посёлков и сельсоветов Нижегородской области статусом городского, сельского поселения».

## Население
| 2002  | 2010  | 2012  | 2013  | 2014  | 2015  | 2016  |
| ----- | ----- | ----- | ----- | ----- | ----- | ----- |
| 1692  | ↘1627 | ↘1600 | ↘1584 | ↘1546 | ↘1517 | ↗1523 |
| 2017  | 2018  | 2019  | 2020  |       |       |       |
| ↗1531 | ↗1533 | ↘1510 | ↘1499 |       |       |       |

## Состав сельского поселения
В состав Грудцинского сельсовета входят населённые пункты:
| № | Населённый пункт | Тип населённого пункта       | Население |
| - | ---------------- | ---------------------------- | --------- |
| 1 | Грудцино         | село, административный центр | ↘1290     |
| 2 | Долотково        | деревня                      | ↘96       |
| 3 | Дуброво          | деревня                      | →0        |
| 4 | Кишкино          | деревня                      | ↘91       |
| 5 | Фроловское       | село                         | ↘67       |
| 6 | Чудиново         | деревня                      | ↗83       |